# Адриан Лапеня
Адриан Лапеня Руис (на испански: Adrián Lapeña Ruiz), е испански футболист, който играе като централен защитник за ЦСКА.

## Клубна кариера
Роден на 16 април 1996 г. в Логроньо, той първоначално тренира в школите на тимовете „Балсамайсо“ и „Валванера“, а през 2011 г. е привлечен в „Реал Сосиедад“. Преминава през всички възрастови групи при юношите и дори бележи гол във финала на първенството през 2014 г. срещу „Реал Мадрид“. През същото лято е пратен в намиращия се тогава в четвъртото ниво на испанския футбол „Берио“, клуб, където се обиграват играчи от школата на „Реал Сосиедад“. Там остава един сезон, а през 2015 г. е включен във втория отбор на „кралския тим“. С него той записва 108 мача и 6 гола за първенство в рамките на четири сезона, като след първия от тях става титуляр, а в края на престоя си там на няколко пъти му е поверена капитанската лента.
През лятото на 2019 г., след като изкарва няколкоседмични проби, Лапеня преминава със свободен трансфер в елитния белгийски „Ойпен“, като сключва едногодишен договор. Там обаче не успява да се наложи, изигравайки само два мача, и през януари 2020 г. разтрогва контракта си, за да се върне в родината си и да подпише с третодивизионния „Кастейон“. Той се утвърждава като титуляр в новия си отбор, помагайки за изкачването му в Сегунда дивисион, и в рамките на сезон и половина изиграва 35 мача за първенство и 2 за Купата на краля, като се отчита и с 4 гола. Въпреки това, в края на сезон 2020/2021 тимът му изпада и Лапеня се мести в „Ла Коруня“, също в третото ниво на испанския футбол, с който подписва за два сезона.
В новия си отбор отново е твърд титуляр, като за два сезона изиграва 61 мача за първенство, в които се отчита с 5 гола, както и едно участие в турнира за Купата на краля. След като и при двете кампании „Ла Коруня“ губи баражите за класиране в Сегунда дивисион, през лятото на 2023 г. Лапеня преминава в „Кордоба“, където отново е първи избор в центъра на защитата. С новия си тим той за трети пореден път стига до плейофа за влизане в испанската втора лига, който този път е спечелен, като записва 32 мача с 2 гола. След още 17 мача с 1 гол през есента на 2024 г., на 1 февруари 2025 г. Лапеня преминава в ЦСКА с трансфер на стойност 700 000 евро, като подписва договор за три години и половина.

### ЦСКА
Дебютът му за „армейците” е точно седмица по-късно, при поражението от „Славия“ с 0:1. От началото на престоя си в тима той е титуляр и се отличава със стабилна игра, като освен това в мача срещу „Септември“ на 29 март 2025 г. асистира за победния гол на Джеймс Ето'о.

## Характеристика
Макар по-силният му крак да е десният, Лапеня играе добре и с двата, а също така изпъква с надеждността си при изнасянето на топката и със способността си да прави подавания между линиите, преодоляващи пресата на противника. Освен това е описван като бърз състезател с добър усет за играта, който може да играе и отдясно, и отляво в централната защитна двойка.